# Аватиу (футбольный клуб)
Аватиу — футбольный клуб Островов Кука, расположенный в городе Аватиу, острова Кука. В настоящее время выступает в  чемпионате Островов Кука по футболу, главном соревновании футбольной лиги. Аватиу выиграл шесть раз Чемпионат Островов Кука и девять Кубок Островов Кука — больше, чем любая другая команда. 
В сезоне 2021 года занял 4 место.

## Титулы
- Чемпион Островов Кука (6 раз)

1980, 1991, 1994, 1996, 1997, 1999
- Обладатель Кубка Островов Кука (9 раз)

1981, 1982, 1992, 1993, 1994, 1995, 1996, 1997, 2000